# Habrodesmus falx
Habrodesmus falx är en mångfotingart som beskrevs av Cook 1896. Habrodesmus falx ingår i släktet Habrodesmus och familjen orangeridubbelfotingar. Inga underarter finns listade i Catalogue of Life.